# ون بيس (الموسم 7)
الموسم السَّابع من أنمي ون بيس، أُنتج بواسطة أستوديو توي أنميشن، وبإخراج يرواكي مياموتو وتوشينوري فوكوزاوا. بدأ بث الموسم في اليابان على قناة تلفزيون فوجي في 20 يونيو 2004م، واستمر حتّى 25 مارس 2005م، بمجموع 33 حلقة. ومثل باقي المواسم تدور القصة حول مغامرات مونكي دي لوفي ورفاقه بناءً على فصول المانغا.

## قائمة الحلقات

### «الهروب! القلعة البحرية وطاقم القراصنة الماكر»
| الرقم | عنوان الحلقة                                                                                              | تاريخ العرض الأصلي |
| ----- | --- | ------------------ |
| 196   | «إعلان عن حالة طوارئ! تسلّل سفينة قراصنة سيّئة السّمعة!» (非常事態発令!悪名高き海賊船潜入!)                  | 20 يونيو 2004      |
| 197   | «الطّبّاخ سانجي! إثبات جدارته في قاعة طعام البحريّة!» (料理人サンジ!海軍食堂で真価発揮!)                     | 4 يوليو 2004       |
| 198   | «زورو الأسير وعمليّات تشوبّر المستعجلة!» (囚われたゾロとチョッパー緊急執刀!)                                | 11 يوليو 2004      |
| 199   | «خناق البحرية يضيق أكثر! أسر العضو الثّاني!» (迫る海軍の捜査網!囚われた二人目!)                            | 18 يوليو 2004      |
| 200   | «جرأة لوفي وسانجي! عمليّة الإنقاذ العظيمة!» (決死のルフィとサンジ!救出大作戦!)                             | 8 أغسطس 2004       |
| 201   | «مشاركة القوّات الخاصّة الحامية! معركة على الجسر» (熱血特別部隊参戦!ブリッジ攻防戦!)                        | 5 سبتمبر 2004      |
| 202   | «اختراق الحصار! استعادة غوينغ ميري» (包囲網突破!奪還ゴーイングメリー号)                                   | 19 سبتمبر 2004     |
| 203   | «اختفاء سفينة القراصنة! معركة الحصن، الجولة الثانية» (消えた海賊船!要塞攻防第2ラウンド)                   | 26 سبتمبر 2004     |
| 204   | «عملية استعادة الذّهب! وعمليّة استرجاع الويفر!» (黄金奪還作戦とウエイバー回収作戦!)                         | 26 سبتمبر 2004     |
| 205   | «خطّة الإمساك بالجميع دفعة واحدة! تخطيط جوناثان السّرّي المؤكّد!» (一網打尽計画!ジョナサン自信の秘策)         | 3 أكتوبر 2004      |
| 206   | «وداعًا يا حصن البحريّة! معركة الهروب الأخيرة!» (さらば海軍要塞!脱出への最後の攻防)                         | 10 أكتوبر 2004     |
| 207   | «مغامرة عظيمة في لونغ رينغ لونغ لاند!» (ロングリングロングランドの大冒険!)                                | 31 أكتوبر 2004     |
| 208   | «قتال ديفي باك مع قراصنة فوكسي» (フォクシー海賊団とデービーバック!)                                       | 7 نوفمبر 2004      |
| 209   | «الجولة الأولى! دورة واحدة في سباق الدّونات» (第一回戦!ぐるり一周ドーナツレース)                           | 14 نوفمبر 2004     |
| 210   | «الثّعلب الفضّيّ فوكسي! التدخّل الوحشيّ!» (銀ギツネのフォクシー!猛烈妨害攻勢)                                  | 21 نوفمبر 2004     |
| 211   | «الجولة الثّانية! سدّدوه إلى حلقة غروغي!» (第二回戦!ブチ込めグロッキーリング)                               | 28 نوفمبر 2004     |
| 212   | «حاجز من البطاقات الحمراء في حلقة غروغي!» (レッドカード連発!グロッキーリング)                             | 5 ديسمبر 2004      |
| 213   | «الجولة الثّالثة! سباق اللّفات بأحذية التزلّج!» (第三回戦!ぐるぐるローラーレース!)                           | 12 ديسمبر 2004     |
| 214   | «سباق مشتعل اللّهيب! إلى الجولة الأخيرة!» (白熱爆走レース!最終ラウンド突入!)                               | 19 ديسمبر 2004     |
| 215   | «الكرات المشتعلة القاصفة الصّارخة! كرة مراوغة القراصنة!» (うなる熱球剛球! 海賊ドッジボール!)               | 9 يناير 2005       |
| 216   | «مواجهة على الجرف! لعبة سقوط داروما-سان!» (断崖の決戦!だるまさんがころんだ!)                              | 9 يناير 2005       |
| 217   | «نزال القادة! جولة المعركة الأخيرة!» (キャプテン対決!最終戦コンバット!)                                   | 16 يناير 2005      |
| 218   | «هجوم شعاع التّباطؤ الشّامل ضدّ لوفي المنيع» (全開ノロノロ攻撃VS不死身のルフィ)                              | 23 يناير 2005      |
| 219   | «معركة ملحميّة حامية! النّتيجة المصيريّة الأخيرة!» (壮絶熱闘コンバット!運命の最終決着)                       | 30 يناير 2005      |
| 220   | «فقدت؟ أم سرقت؟ من أنت؟» (失った?奪われた?おまえはだれだ?)                                                | 6 فبراير 2005      |
| 221   | «فتى غامض يملك قرنًا واستنتاج روبين!» (笛を抱いた謎の少年とロビンの推理!)                                  | 13 فبراير 2005     |
| 222   | «هيّا، لنستعد ذكرياتنا! يرسو طاقم القراصنة على الجزيرة!» (いざ記憶を奪還せよ!海賊団島に上陸)               | 20 فبراير 2005     |
| 223   | «يكشّر زورو عن أنيابه! حيوان وحشي يعيق الطريق!» (牙をむくゾロ!立ちはだかった野獣!)                         | 27 فبراير 2005     |
| 224   | «الهجوم المضاد الأخير من سارق الذكريات! الذي كشف عن ألوانه الحقيقيّة!» (本性を現した記憶泥棒の最後の逆襲!) | 6 مارس 2005        |
| 225   | «الرجل الفخور! الثعلب الفضي فوكسي» (誇り高き男!銀ギツネのフォクシー)                                      | 13 مارس 2005       |
| 226   | «أقرب شخص لأن يكون منيعًا؟ وأخطر رجل!» (最も無敵に近い奴?と最も危険な男!)                                  | 20 مارس 2005       |
| 227   | «أميرال البحريّة آوكيجي! شراسة جبّار مُطلق!» (海軍本部大将青キジ!最高戦力の脅威)                             | 27 مارس 2005       |
| 228   | «نزال بين المطّاط والجليد! لوفي ضدّ آوكيجي!» (ゴムと氷の一騎打ち!ルフィVS青キジ)                            | 27 مارس 2005       |

## إصدارات الأقراص

### اليابانية
| المجلد                   | المجلد                                 | المجلد   | الحلقات        | تاريخ الإصدار | المصدر |
| ------------------------ | -------------------------------------- | -------- | -------------- | ------------- | ------ |
|                          | 7thシーズン 脱出!海軍要塞&フォクシー篇 | piece.01 | 196–198        | 1 فبراير 2006 | [ 27 ] |
| piece.02                 | 7thシーズン 脱出!海軍要塞&フォクシー篇 | 199–201  | 1 مارس 2006    | [ 28 ]        |        |
| piece.03                 | 7thシーズン 脱出!海軍要塞&フォクシー篇 | 202–204  | 5 أبريل 2006   | [ 29 ]        |        |
| piece.04                 | 7thシーズン 脱出!海軍要塞&フォクシー篇 | 205–207  | 3 مايو 2006    | [ 30 ]        |        |
| piece.05                 | 7thシーズン 脱出!海軍要塞&フォクシー篇 | 208–210  | 7 يونيو 2006   | [ 31 ]        |        |
| piece.06                 | 7thシーズン 脱出!海軍要塞&フォクシー篇 | 211–213  | 5 يوليو 2006   | [ 32 ]        |        |
| piece.07                 | 7thシーズン 脱出!海軍要塞&フォクシー篇 | 214–216  | 2 أغسطس 2006   | [ 33 ]        |        |
| piece.08                 | 7thシーズン 脱出!海軍要塞&フォクシー篇 | 217–219  | 6 سبتمبر 2006  | [ 34 ]        |        |
| piece.09                 | 7thシーズン 脱出!海軍要塞&フォクシー篇 | 220–222  | 11 أكتوبر 2006 | [ 35 ]        |        |
| piece.10                 | 7thシーズン 脱出!海軍要塞&フォクシー篇 | 223–225  | 8 نوفمبر 2006  | [ 36 ]        |        |
| piece.11                 | 7thシーズン 脱出!海軍要塞&フォクシー篇 | 226–228  | 6 ديسمبر 2006  | [ 37 ]        |        |
| ONE PIECE Log Collection | ”قلعة البحرية“                         | 196–206  | 26 أغسطس 2011  | [ 38 ]        |        |
| ONE PIECE Log Collection | ”فوكسي“                                | 207–228  | 21 ديسمبر 2011 | [ 39 ]        |        |

## الملاحظات
1. ↑  ترتيب الحلقات حسب أستوديو توي أنميشن.
2. ↑  ترجمة عناوين الحلقات وفق منصة كرانشي رول.
3. ↑  تاريخ صدور الحلقات حسب عرضها على تلفزيون فوجي.